# Chidi Omeje
Chidi Dauda Omeje (Enugu, 5 maggio 1990) è un calciatore nigeriano, attaccante dell'IFK Östersund.

## Carriera
Inizialmente aveva fatto parte della Vejle Football Academy, un'accademia che la squadra danese del Vejle aveva stabilito a Lagos, in Nigeria. Nel 2008, a diciotto anni, è volato in Danimarca per entrare a far parte delle giovanili del club a tutti gli effetti. Ha poi esordito in prima squadra, giocando 8 partite tra il marzo e il maggio del 2009 nella Superligaen 2008-2009, che è terminata però con la discesa dei biancorossi in seconda serie. Alcuni infortuni e problemi fisici gli hanno impedito di trovare uno spazio maggiore nei due anni seguenti.
Nell'estate del 2011 Omeje si è quindi trasferito in Svezia, al Dalkurd, che all'epoca militava nella terza serie nazionale. Ad eccezione del primo anno, in cui è arrivato a metà campionato circa, si è sempre imposto come miglior marcatore stagionale della squadra.
Nel marzo del 2015 è stato ingaggiato a parametro zero dall'AFC United, formazione che al tempo aveva sede a Solna e militava in seconda serie. L'attaccante nigeriano ha chiuso la Superettan 2015 con 10 reti in 23 partite, mentre l'anno successivo ha segnato 3 gol in 11 presenze, in un'annata conclusa con la prima promozione in Allsvenskan anche per il club. Nel frattempo, prima della prima stagione nella massima serie, la proprietà ha spostato il club da Solna ad Eskilstuna. La prima parentesi di Omeje nel massimo campionato svedese si è conclusa con 4 reti nei 20 match da lui disputati, che non hanno evitato però la retrocessione.
Nel 2018 il giocatore è comunque rimasto nell'orbita della massima serie svedese, grazie al contratto triennale firmato con il GIF Sundsvall. Tuttavia, all'esordio in campionato con la nuova maglia contro l'Örebro, Omeje ha riportato una rottura completa del legamento crociato anteriore e una contemporanea lesione al crociato posteriore, infortunio che lo ha tenuto fuori causa per tutto il resto della stagione. È rientrato nel corso della stagione seguente, durante la quale ha giocato solo 4 partite di campionato. Alla fine dell'Allsvenskan 2019, il GIF Sundsvall – appena retrocesso in Superettan – ha risolto il contratto di Omeje.
Dopo essere rimasto per qualche mese senza contratto, nel luglio del 2020 è tornato a far parte dell'AFC Eskilstuna, squadra che nel frattempo era scesa in Superettan. Nell'aprile 2021 ha firmato un accordo di breve durata valido fino all'imminente estate, quando poi ha lasciato la squadra per fine contratto.